# Munthe af Morgenstierne
Munthe af Morgenstierne är en norsk-dansk adelsätt.
Den från Schlesien stammande Christofer Morgenstierne blev 1657 gift med en dotter till biskopen i Bergen, Ludvig Hanssøn Munthe, tillhörande släkten Munthe. En ättling till dessa upptogs 1755 som dansk adelsman med namnet von Munthe af Morgenstierne.
Bland släktens medlemmar märks:
- Bredo von Munthe af Morgenstierne (1774-1835), dansk jurist
- Bredo von Munthe af Morgenstierne (1851-1930), norsk jurist
- Wilhelm von Munthe af Morgenstierne (1858-1938), norsk militär
- Georg von Munthe af Morgenstierne (1892-1972), norsk lingvist